# Peperomia glandulosa
Peperomia glandulosa är en pepparväxtart som beskrevs av C. Dc.. Peperomia glandulosa ingår i släktet peperomior, och familjen pepparväxter. Inga underarter finns listade i Catalogue of Life.